# ハワード・マギー

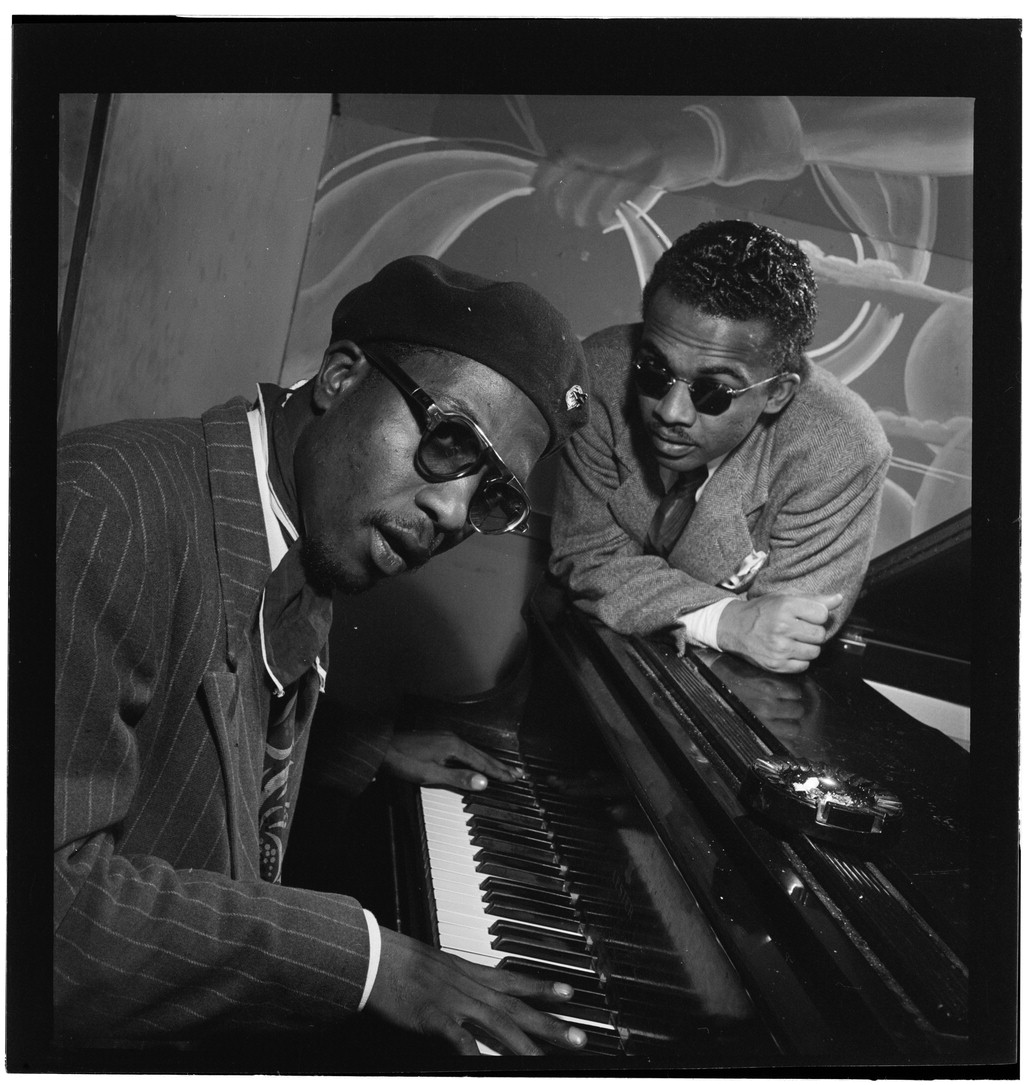
セロニアス・モンク (左)とマギー。ミントンズ・プレイハウスにて（1947年）

ハワード・マギー（Howard McGhee、1918年3月6日 - 1987年7月17日、ニューヨークで死去）は、ディジー・ガレスピー、ファッツ・ナヴァロ、アイドリース・シュリーマンなどと並んでビバップ最初期のトランペット奏者の一人。
速い運指、高音で知られた。ナヴァロとともに後輩のハード・バッパーたちに影響を与えた。

## 略歴

### 生い立ち
オクラホマ州タルサ生まれ、デトロイト育ち。ライオネル・ハンプトン、アンディ・カーク、カウント・ベイシー、チャーリー・バーネットなどのバンドで演奏した。ラジオでチャーリー・パーカーを聴きビバップを始める。

### チャーリー・パーカーとの共演
1946年から1947年の間に、Dialレコードで二度、チャーリー・パーカーと録音を行っている。
最初の収録は1946年7月29日に行われ、チャーリー・パーカー (アルトサックス)、ハワード・マギー (トランペット)、ジミー・バン (ピアノ)、ボブ・ケスターソン (ベース)、ロイ・ポーター (ドラム)、ウィリアム・"ビル"・ジョーンズ (ヴァイオリン)という顔ぶれで、「Max is Making Wax」「Lover Man」「The Gypsy」「Be-bop」を演奏した。
パーカーは麻薬切れでよれよれで、直後にホテルでボヤ騒ぎを起こし裸で通りに飛び出しカマリロ精神病院に半年間ぶちこまれたが、演奏の美しさで伝説となった。
2回目は1947年2月26日、Dialで行われ、マギーは「Relaxin at Camarillo」「Cheers」「Carvin the Bird」「Stupendous」（この内、「Cheers」「Carvin the Bird」「Stupendous」はマギー作曲）を演奏した。
同年3月にはロサンゼルスのクラブでもパーカーと共演している。

### その後
1950年代は麻薬中毒で没落、1960年代に復活し、ジョージ・ウェインのプロデュース作品の収録にたびたび参加した。
1960年代中期にふたたび没落、次に録音を行ったのは1976年のことだった。
1960年代末にニューヨークでビッグバンドを率いたが成功しなかった。当時の録音は1970年代半ばに発売された。
1970年代に学校や自宅アパートで音楽を教え、チャーリー・ラウズなどのミュージシャンに音楽理論を伝授した。
生涯を通じ、演奏だけでなく作編曲も多数行った。

## ディスコグラフィ

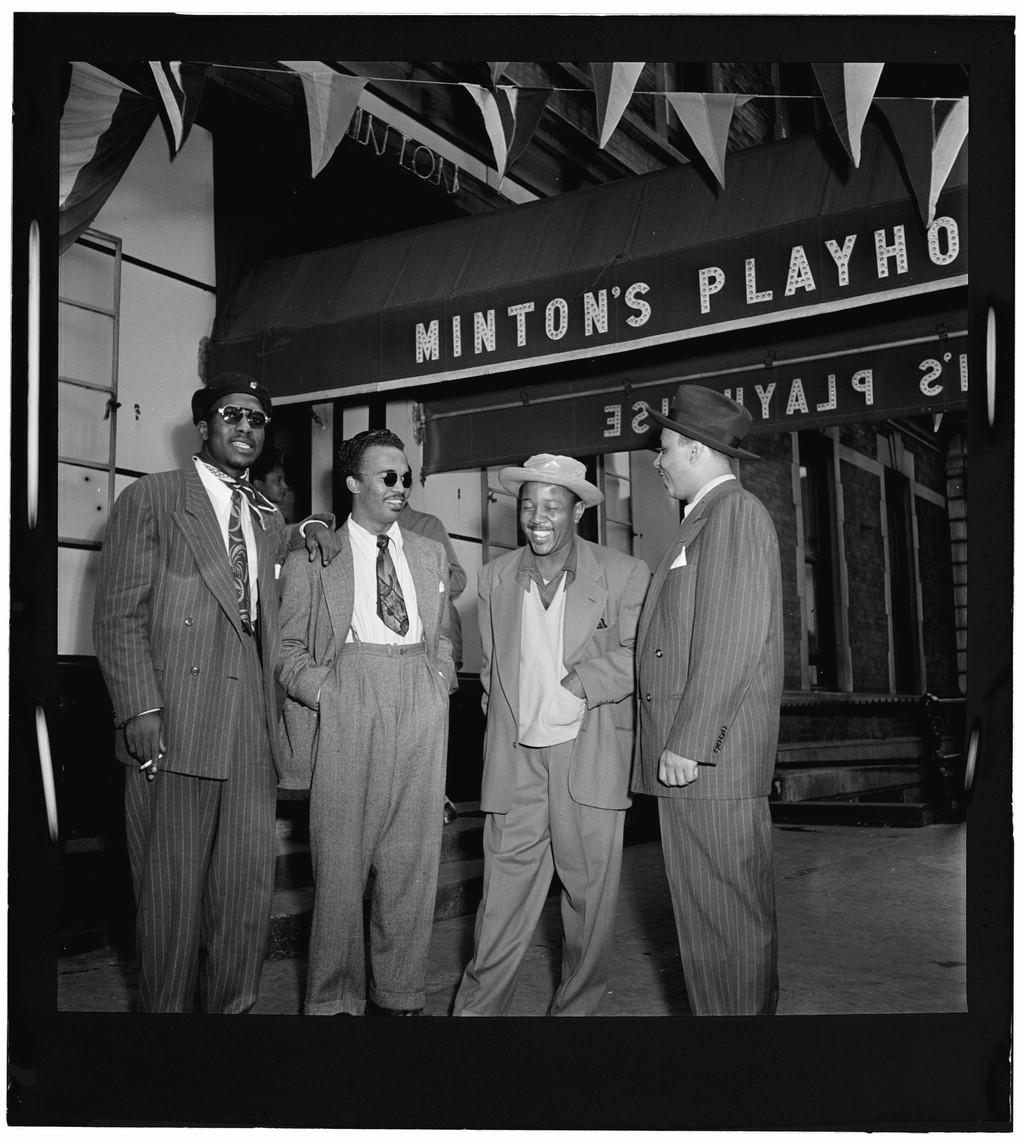
左から、セロニアス・モンク、ハワード・マギー、ロイ・エルドリッジ、テディ・ヒル。ニューヨークのミントンズ・プレイハウスにて（1947年9月）

### リーダー・アルバム
- 『ハワード・マギー&ミルト・ジャクソン』 - Howard McGhee and Milt Jackson (1948年、Savoy)
- Howard McGhee, Vol. 1 (1950年、Blue Note) ※with ファッツ・ナヴァロ
- 『ナイト・ミュージック』 - Night Music (1951年、Dial)
- 『ハワード・マギー・オール・スターズ』 - Howard McGhee All Stars (1952年、Blue Note)
- 『サウス・パシフィック・ジャズ』 - Jazz South Pacific (1952年、Regent) ※with J・J・ジョンソン、オスカー・ペティフォード。『Jazz Goes to the Battlefront』のタイトルもある
- 『ハワード・マギーVOL.2』 - Howard McGhee, Vol. 2 (1953年、Blue Note) ※with ジジ・グライス
- 『ザ・リターン・オブ・ハワード・マギー』 - The Return of Howard McGhee (1955年、Bethlehem) ※『That Bop Thing』のタイトルもある
- 『チェリー味の人生』 - Life Is Just a Bowl of Cherries (1956年、Bethlehem)
- 『ダスティ・ブルー』 - Dusty Blue (1960年、Bethlehem)
- 『ザ・コネクション』 - Music from the Connection (1960年、Felsted)
- 『トゥゲザー・アゲイン!』 - Together Again!!!! (1961年、Contemporary) ※with テディ・エドワーズ
- 『マギーズ・バック・イン・タウン』 - Maggie's Back in Town!! (1961年、Contemporary)
- 『シャープ・エッジ』 - The Sharp Edge (1961年、Fontana) ※『Shades of Blue』のタイトルもある
- 『ノーバディ・ノウズ・ユー・ホエン・ユーア・ダウン・アンド・アウト』 - Nobody Knows You When You're Down and Out (1962年、United Artists)
- House Warmin'! (1963年、Argo) ※オリジナルは1962年、Winley Recordsから『Nothin' But Soul'』としてジーン・アモンズ名義でリリース
- Here Comes Freddy (1976年、Sonet) ※with イリノイ・ジャケー
- Just Be There (1976年、SteepleChase) ※with ホレス・パーラン、ケニー・クラーク
- Cookin' Time (1977年、Zim Records) ※ハワード・マギー・オーケストラ名義
- Live at Emerson's (1978年、Zim Records) ※ハワード・マギー・セクステット名義
- 『ジャズブラザーズ』 - Jazzbrothers (1978年、Jazzcraft) ※with チャーリー・ラウズ
- 『ホーム・ラン』 - Home Run (1978年、Jazzcraft) ※with ベニー・ベイリー
- 『ヤング・アット・ハート』 - Young at Heart (1979年、Storyville) ※with テディ・エドワーズ
- 『ワイズ・イン・タイム』 - Wise in Time (1979年、Storyville) ※with テディ・エドワーズ
- Trumpet at Tempo (1996年、Dial) ※1946-1947年録音

### 参加アルバム
ロレツ・アレキサンドリア
- 『ディープ・ルーツ』 - Deep Roots (1962年、Argo)

ジョージー・オールド
- Rainbow Mist (1992年、Delmark) ※アポロ・レコーディングでのコンピレーション。1944年録音

ビリー・エクスタイン
- Maggie: The Savoy Sessions (1995年、Savoy) ※1947年録音

ジョニー・ハートマン
- 『ソングス・フロム・ザ・ハート』 - Songs from the Heart (1955年、Bethlehem)
- 『オール・オブ・ミー』 - All of Me: The Debonair Mr. Hartman (1956年、Bethlehem)

コールマン・ホーキンス
- Hollywood Stampede (1972年、Capitol) ※1945年録音
- Disorder at the Border (1973年、Spotlite) ※1952年録音

チャビー・ジャクソン
- Chubby Jackson All Star Big Band (1950年)
- Chubby Jackson Sextet and Big Band (1969年、Prestige) ※1947年-1950年録音

ジェイムス・ムーディ
- Cookin' the Blues ([1964年、Argo) ※1961年ライブ録音

アンドレ・プレヴィン
- André Previn All-Stars (1946年)
- 『プレヴィン・アット・サンセット』 - Previn at Sunset (1972年、Polydor)

メル・トーメ
- George Gershwin's Porgy and Bess (1956年、Bethlehem) ※with フランシス・フェイ
- At the Crescendo (1957年、Bethlehem)
- 『ソングス・フォー・エニィ・テイスト』 - Songs for Any Taste (1957年、Bethlehem)

その他
- ビリー・ホリデイ : Billie Holiday at Jazz at the Philharmonic (1954年、Clef) ※1945年-1946年録音
- ワーデル・グレイ : Way Out Wardell (1956年、Modern)
- フレディ・レッド : The Music from "The Connection" (1960年、Blue Note)
- ジョニー・ホッジス : Johnny Hodges with Billy Strayhorn and the Orchestra (1624年、Verve)
- ズート・シムズ : Good Old Zoot (1624年、New Jazz)
- ジョー・ウィリアムス : At Newport '63 (1963年、RCA Victor)
- ニューポート・オールスターズ : 『チャーリー・パーカーに捧ぐ』 - Tribute To Charlie Parker (From The Newport Jazz Festival) (1967年、RCA Victor) ※1964年録音
- ドン・パターソン : Boppin' & Burnin' (1968年、Prestige)
- フィル・ウッズ : Early Quintets (1969年、Prestige) ※1959年録音
- ジーン・アモンズ : 『レッド・トップ』 - Red Top: The Savoy Sessions (1947–1953) (1976年、Savoy)
- エディ・ジェファーソン : 『ザ・ジャズ・シンガー』 - The Jazz Singer (1976年、Inner City) ※1959年-1961年録音
- ソニー・スティット : Autumn in New York (1989年、Black Lion) ※1967年録音
- ソニー・クリス : California Boppin' 1947 (1991年、Fresh Sound)
- アンディ・カーク & ヒズ・クラウズ・オブ・ジョイ : The Chronological...1940–1942 (1993年、Classics)
- ドド・マーマローサ : Dodo Marmarosa On Dial: The Complete Sessions (1946–1947) (1995年、Spotlite)
- ワイノニー・ハリス : The Chronological...1944–1945 (1996年、Classics)[1]
- スリム・ゲイラード : The Chronological...1945 (1996年、Classics)